# Vinička
Vinička (německy Weingrab) je vrch v Borečské části Českého středohoří mezi vesnicemi Kocourov a Březno. V severozápadní části plochého návrší nechal svobodný pán Karel Daudlebský ze Šterneku v roce 1827 na ploše přibližně dvou hektarů vysadit jedlé kaštany (Castanea sativa).